# 花咲郡
- 令制国一覧 > 北海道 (令制) > 根室国 > 花咲郡
- 日本 > 北海道 > 根室支庁 > 花咲郡

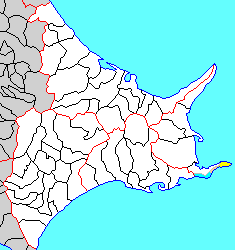
北海道花咲郡の位置（根室半島のみ。黄：明治期 水色：後に他郡から編入された区域 水色・薄黄：後に他郡に編入した区域）

花咲郡（はなさきぐん）は、北海道（根室国）根室支庁にあった郡。
当該地域のうち、歯舞群島の領有権に関する詳細は千島列島及び北方領土問題の項目を参照。

## 郡域
1879年（明治12年）に行政区画として発足した当時の郡域は、色丹郡色丹村および根室市の一部（概ね北浜町、駒場町、明治町、光洋町、桂木、花咲港以東）にあたる。歯舞群島は、サハリン州南クリル管区の管轄下にある。
根室半島東部と、珸瑤瑁水道をはさんだ珸瑤瑁諸島（後の歯舞群島）、色丹島から成っていた。地質は白亜紀後期のもので、長年の浸食により生じた複雑な海岸線が、漁場や良港をもたらした。太平洋とオホーツク海の境界でもある。 郡内の最高峰は色丹島の北端にある斜古丹山（412.6m）だったが、離脱後は山らしい山はなく、標高60m程度の台地が連なっている。

## 歴史

### 郡発足までの沿革
戦国時代から江戸時代にかけて、蝦夷（アイヌ）の人々によってチャシ群が築かれている。
江戸時代の花咲郡域は、松前藩によって開かれたネモロ場所に含まれた。江戸時代後期、花咲郡域は東蝦夷地に属していた。南下政策を強力に進めるロシアの脅威に備え1799年（寛政11年）花咲郡域は天領とされた。1821年（文政4年）に花咲郡域は一旦松前藩領に復したものの、1855年（安政2年）再び天領となり仙台藩警固地とされた。安政6年の6藩分領以降も歯舞・色丹の島嶼部は天領（仙台藩警固地）のままであったが、根室半島部分が仙台藩領となった。戊辰戦争（箱館戦争）終結直後の1869年、大宝律令の国郡里制を踏襲して花咲郡が置かれた。

### 郡発足以降の沿革
- 明治2年

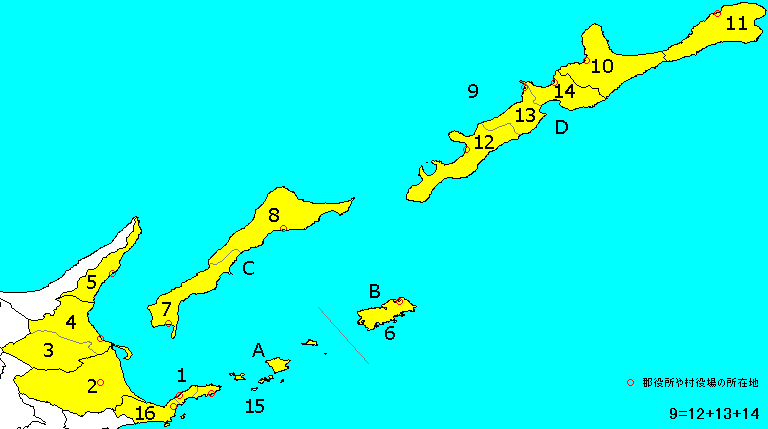
北海道花咲郡の町村（15.歯舞村）

  - 8月15日（1869年9月20日） - 北海道で国郡里制が施行され、根室国および花咲郡が設置される。開拓使が管轄。
  - 12月10日（1870年1月11日） - 色丹島が増上寺の領地となる（北海道の分領支配）。
- 明治3年
  - 6月12日（1870年7月10日） - 失業対策のため根室半島・歯舞群島が東京府の管轄となる（同上）。
  - 10月10日（1870年11月3日） - 色丹島が再び開拓使の管轄となる。
  - 10月15日（1870年11月8日） - 色丹島が稲田邦植の領地となる（同上）。
  - 閏10月9日（1870年12月1日） - 根室半島・歯舞群島が再び開拓使の管轄となる。
  - 花咲村、歯舞村、沖根辺村、婦羅理村、沖根婦村、友知村、珸瑤瑁村の7村が起立。
- 明治4年8月20日（1871年10月4日） - 色丹島が再び開拓使の管轄となる。
- 明治5年
  - 4月9日（1872年5月15日） - 全国一律に戸長・副戸長を設置（大区小区制）。
  - 10月10日（1872年11月10日） - 4月に設置された区を大区と改称し、その下に旧来の町村をいくつかまとめて小区を設置（大区小区制）。
- 明治9年（1876年）9月 - 従来開拓使において随意定めた大小区画を廃し、新たに全道を30の大区に分ち、大区の下に166の小区を設けた。

- 第25大区
  - 1小区 ： 花咲村、友知村、沖根婦村、珸瑤瑁村、沖根辺村、婦羅理村、歯舞村

- 明治12年（1879年）7月23日 - 郡区町村編制法の北海道での施行により、行政区画としての花咲郡が発足。
- 明治13年（1880年）7月 - 根室郡外八郡役所（根室花咲野付標津目梨国後得撫新知占守郡役所）の管轄となる。
- 明治14年（1881年） - 釧路国厚岸郡昆布盛村・落石村の所属国郡が本郡に変更。
- 明治15年（1882年）2月8日 - 廃使置県により根室県の管轄となる。
- 明治17年（1884年）7月11日 - 当時無人島だった色丹島に、占守郡の千島アイヌ91人を定住させ、斜古丹村が起立[1]。
- 明治18年（1885年）
  - 1月6日 - 色丹島（斜古丹村）が分立して千島国色丹郡が発足[2]。
  - 根室郡外九郡役所（根室花咲野付標津目梨国後得撫新知占守色丹郡役所）の管轄となる。
- 明治19年（1886年）
  - 1月26日 - 廃県置庁により北海道庁根室支庁の管轄となる。
  - 2月 - 根室支庁が廃止。
- 明治30年（1897年）11月5日 - 郡役所が廃止され、根室支庁の管轄となる。
- 明治32年（1899年） - 歯舞に華岬（かこう）小学校を開設[3]。
- 明治33年（1900年）4月1日 - 花咲村および友知村の一部が根室郡根室町の一部となる。中心地の花咲村が郡を離脱したため、戸長役場を友知村に置き、昆布盛村・落石村を除く6村を管轄。
- 明治34年（1901年） -  歯舞村に歯舞村外五村戸長役場を設置。
- 明治39年（1906年）4月1日 - 昆布盛村・落石村が根室郡和田村の一部となる。
- 大正4年（1915年）4月1日 - 北海道二級町村制の施行により、歯舞村、沖根辺村、婦羅理村、沖根婦村、友知村、珸瑤瑁村の区域をもって歯舞村（二級村）が発足。（1村）
- 昭和18年（1943年）6月1日 - 北海道一・二級町村制が廃止され、北海道で町村制を施行。二級町村は指定町村となる。
- 昭和20年（1945年）
  - 9月2日 - 日本政府が降伏文書に調印、同時に一般命令第1号により、歯舞群島部分のみソ連占領下となる。
  - 9月4日 - ソ連軍が歯舞群島に上陸し、占領。
- 昭和21年（1946年）10月5日 - 指定町村を廃止。
- 昭和22年（1947年）5月3日 - 地方自治法の施行により北海道根室支庁の管轄となる。
- 昭和34年（1959年）4月1日 - 歯舞村が根室市に編入。同日花咲郡消滅。

## 行政
特記なき場合『根室・千島歴史人名事典』による。
根室郡外八郡長
| 代 | 氏名     | 就任年月日                | 退任年月日         | 備考                         |
| -- | -------- | ------------------------- | ------------------ | ---------------------------- |
| 1  | 和田正苗 | 明治13年（1880年）7月15日 | 明治18年（1885年） | 花咲郡の一部から色丹郡が分立 |

根室郡外九郡長
| 代 | 氏名     | 就任年月日                 | 退任年月日                | 備考                                   |
| -- | -------- | -------------------------- | ------------------------- | -------------------------------------- |
| 1  | 松下兼清 | 明治18年（1885年）         | 明治19年（1886年）        |                                        |
| 2  | 広田千秋 | 明治19年（1886年）12月     | 明治22年（1889年）        |                                        |
| 3  | 細川碧   | 明治22年（1889年）7月      | 明治23年（1890年）7月     |                                        |
| 4  | 高岡直吉 | 明治23年（1890年）8月11日  | 明治28年（1895年）12月3日 |                                        |
| 5  | 林悦郎   | 明治28年（1895年）12月18日 | 明治30年（1897年）11月5日 | 根室郡外九郡役所を廃し根室支庁を置く。 |